# La moglie del campione
La moglie del campione (The Slugger's Wife) è un film del 1985 diretto da Hal Ashby.
È un film commedia a sfondo romantico statunitense con Michael O'Keefe, Rebecca De Mornay e Martin Ritt. È incentrato sulle vicende di una stella del baseball che si innamora di una cantante.

## Produzione
Il film, diretto da Hal Ashby su una sceneggiatura di Neil Simon, fu prodotto da Ray Stark per la Rastar Films, la Delphi II Productions e la Columbia Pictures e girato ad Atlanta in Georgia.

## Distribuzione
Il film fu distribuito negli Stati Uniti dal 29 marzo 1985 dalla Columbia Pictures.
Alcune delle uscite internazionali del film sono state:
- in Portogallo l'11 ottobre 1985 (A Mulher do Ídolo)
- nelle Filippine il 19 ottobre 1985
- in Germania Ovest il 7 febbraio 1986 (Die Frau des Profis, in anteprima)
- in Brasile (Estória de um Amor)
- in Francia (Match à deux)
- in Polonia (Milosc i baseball)
- in Ungheria (Páros csillag)
- in Finlandia (Päätöksen hetki)
- in Italia (La moglie del campione)

## Promozione
Le tagline sono:
- "How can a woman walk out on a love like this? Just Watch!".
- "A love story about two of America's favourite pastimes.".

## Critica
Secondo il Morandini il film è "forse la commedia più sciapa e fiacca mai uscita dalla macchina per scrivere del fecondo Neil Simon".
Secondo Leonard Maltin il film soffre di una "sceneggiatura decisamente poco affascinante", di un comparto musicale non all'altezza e risulta "noioso e sconnesso".